# Pokój frankfurcki

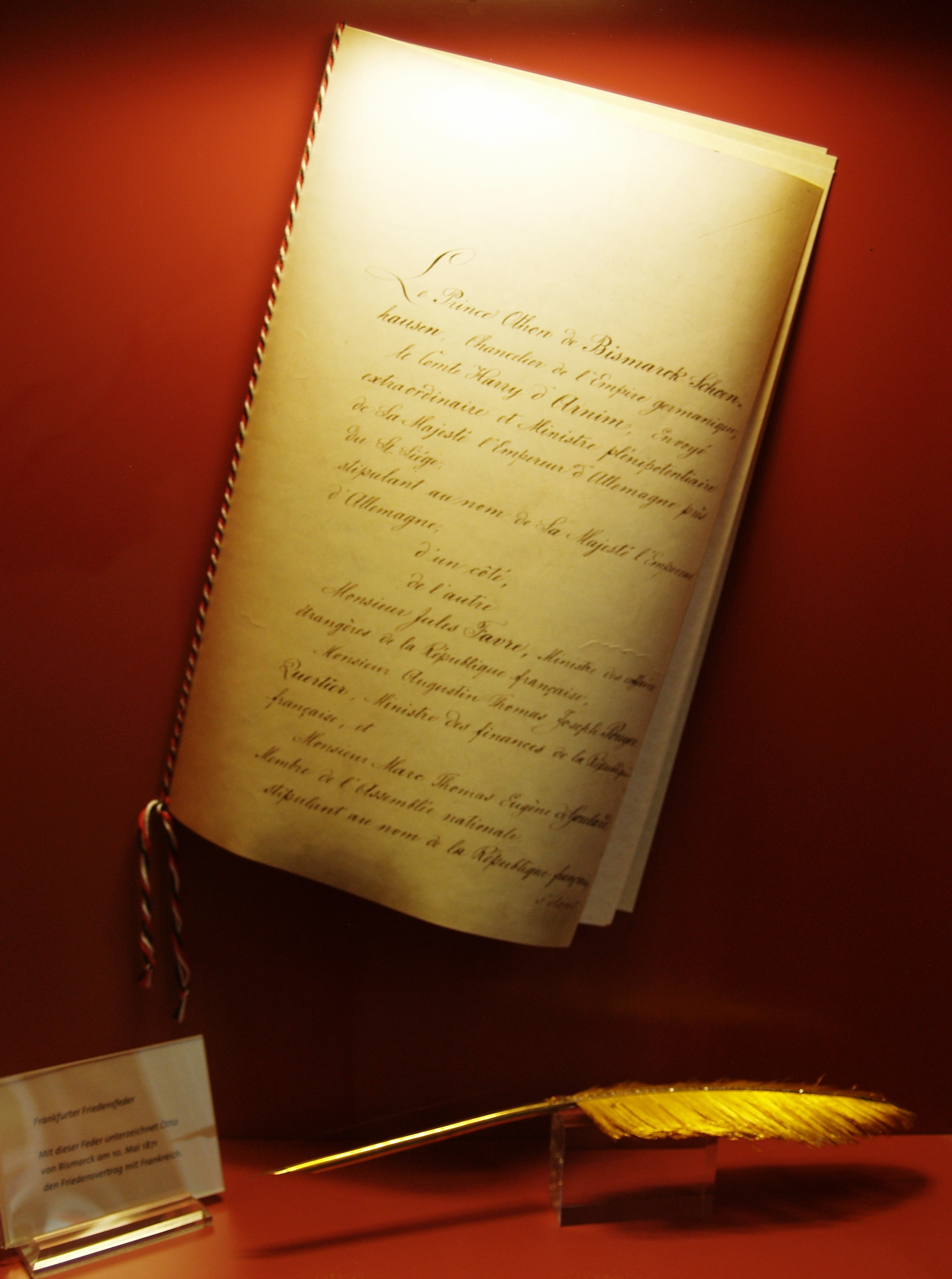
Akt pokoju frankfurckiego

Pokój frankfurcki – traktat pokojowy zawarty 10 maja 1871 we Frankfurcie nad Menem, kończący wojnę francusko-pruską.
Po klęsce pod Sedanem i proklamowaniu III Republiki przegrana Francji była przesądzona. 28 stycznia 1871 zawarte zostało zawieszenie broni, a 26 lutego w Wersalu podpisano preliminaria pokojowe. Negocjacje pokojowe z rządem Adolphe’a Thiersa zakończyły się ostatecznie 10 maja zawarciem traktatu pokojowego we Frankfurcie. W wyniku jego postanowień Francja utraciła na rzecz zjednoczonych Niemiec Alzację i część Lotaryngii. Zgodnie ze stanowiskiem Bismarcka pozostawiono jej natomiast miasto Belfort (Metz, co do którego losów Bismarck również żywił wahania, włączono ostatecznie do Niemiec), w zamian za co zgodzono się na wyrównanie granicy wzdłuż zachodnich krańców kantonów Cattenom i Thionville. Na Francję nałożono kontrybucje w wysokości 5 miliardów franków w złocie, z obowiązkiem spłaty do 2 marca 1874. Ustalono także sposoby płatności i harmonogram wycofywania się armii niemieckiej. Jednym z zapisów traktatu było też postanowienie o organizacji defilady wojsk niemieckich na paryskich Polach Elizejskich.
Został uchylony przez Traktat wersalski w art. 51.